# Bulnes (Chile)
Bulnes es una ciudad de Chile, localidad y capital de la comuna homónima y de la Provincia de Diguillín, ubicada en la provincia de Diguillín, en la Región de Ñuble, en la zona central de Chile. Según el censo de 2002, la ciudad tenía una población de 10 681 habitantes, lo que equivale al 51,8 % de la población comunal. La economía del pueblo se basa principalmente en el comercio, los servicios, la agricultura, y la viticultura. 
Bulnes se ubica a 25 kilómetros de Chillán, capital regional de Ñuble, esto por la Carretera Panamericana, el principal acceso de la ciudad; y a 88 kilómetros de Concepción, la capital regional del Biobío.

## Historia
Donde actualmente se asienta la ciudad de Bulnes, se encontraba la Villa de Larqui que más tarde tomaría por nombre a la actual capital de la provincia del Diguillín. Varios fueron los motivos que obedecieron el establecimiento de la capilla junto a la ribera del Río Larqui, que más tarde tomaría el nombre de Caserío de Larqui. Considerando la Piedad del Rey, que la dispersión de los habitantes en actos de campaña y la excesiva distancia de sus Iglesias Parroquiales distanciaba de gran manera la instrucción cristiana que necesitaban, resolvió por Real Cédula el 7 de septiembre de 1782, que se edificarían más capillas en el sector.
El 9 de octubre de 1839, obtuvo el título de «villa» bajo el nombre de la «Villa de la Santa Cruz de Bulnes», en honor al general Manuel Bulnes Prieto.[cita requerida] El 21 de octubre de 1884, la ciudad pasó a ser capital del Departamento de Bulnes gracias a la división del antiguo Departamento de Chillán. Más tarde, el 14 de marzo de 1887, se le otorgó el título de «ciudad» con el que se consagró con el nombre de «Bulnes». El 22 de diciembre de 1891, la ciudad se convirtió en capital tanto de la comuna de Bulnes como del Departamento de Bulnes.[cita requerida]
El 24 de enero de 1939, un violento terremoto, con epicentro en la cercana Quirihue, destruyó gran parte de la ciudad, incluyendo el Municipio y el Hospital de Bulnes. En 1983 se inauguró el nuevo edificio del Hospital con más de 100 camas. El 27 de febrero de 2010, la ciudad fue gravemente afectada debido al terremoto de 8.8° grados que afectó gran parte del país.
El 19 de agosto de 2017, la presidenta de entonces, Michelle Bachelet, firmó la creación de la nueva región de Ñuble, dividida en tres provincias, perteneciendo Bulnes a la provincia de Diguillín. De este modo Bulnes dejó de pertenecer a la Región del Biobío. El 5 de septiembre de 2018 fue inaugurada en la ciudad la gobernación de la provincia de Diguillín, siendo Bulnes capital de provincia.